# Великий розум Марса
«Великий розум Марса» (англ. The Master Mind of Mars) — науково-фантастичний роман американського письменника Едгара Райса Барроуза, шостий із його серії «Барсум». Чорновими назвами роману були «Дивна пригода на Марсі» та «Вад Варо з Барсума». Його було вперше опубліковано в журналі Amazing Stories Annual 15 липня 1927 року. А вже перша книжна версія була опублікована видавництвом «A. C. McClurg» у березні 1928 року.
Барроуз не зміг розмістити роман на видавництвах, які були більш прибутковими для нього, таких як Munsey magazines та видавництво «Street & Smith». Деякі критики припустили, що видавці були відлякані сатиричним трактуванням релігійних фундаменталістів. Зрештою він продав її видавцеві Г'юго Гернсбеку за 1250 доларів, що було лише третиною ставки, яку платили такі журнали, як Argosy All-Story, де вперше з'явилася попередня книга серії. Гернсбек обрав остаточну назву роману та зробив його обкладинкою свого нового журналу.

## Короткий зміст сюжету
У цьому романі Берроуз вдруге зміщує фокус серії, вперше з головних героїв Джона Картера та Деї Торіс на їхніх дітей після третьої книги. Тепер він переходить до абсолютно не пов'язаного з серією героя, якого звати Улісс Пакстон. Він землянин, та подібно Картеру, вирушає на Марс, дивлячись на червону планету в небі.

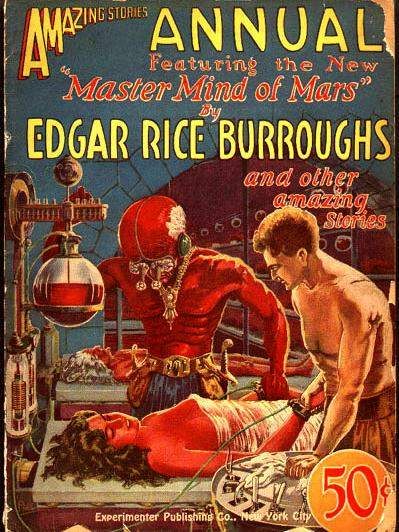
Оригінальна обкладинка журналу 1927 року

На Марсі Пакстона захоплює старий божевільний вчений Рас Тавас, «Головний розум» за титулом, який навчає його життю на Барсумі та дає йому марсіанське ім'я Вад Варо. Рас удосконалив техніку трансплантації мозку, яку він використовує, щоб забезпечити багатих літніх марсіан новими молодими тілами за великі гроші та щоби Вад Варо пересадив його мозок у нове тіло. Він довіряє лише Пакстону, тому передає йому свої знання та робить його своїм охоронцем. Пакстон закохується у Валлу Даю, одну з молодих жертв Раса, тіло якої було обміняно на тіло тиранки Закси, яка є Джедарою (імператрицею) міста-держави Фундал. Він відмовляється пересаджувати мозок Раса у нове тіло, доки Рас не пообіцяє повернути тіло Валли Даї. Розпочинаються пошуки цього тіла, у якому Пакстону допомагають інші жертви експерименту Раса, і врешті-решт він отримує руку й серце своєї Валли Даї, яка за щасливим поворотом сюжету виявляється принцесою.

## Персонажі
- Улісс Пакстон (марсіанське ім'я Вад Варо) — капітан армії США, який загинув у Першій світовій війні у Фландрії. Після перенесення на Барсум — помічник Рас Таваса, а потім принц міста-держави Дахора.
- Валла Дая — принцеса Дахора, після весілля з Уліссом — міс Пакстон.
- Рас Тавас — божевільний та найвеличніший вчений Барсума. Проводив негуманні експерименти над тілами жителів Барсума.
- Бобіс Кан — джедак Тунола, головний політичний супротивник Рас Таваса.
- Гор Хаджус — найманий вбивця, особистий ворог Бобіс Кана, через це багато людей Тунола впізнають його одразу.
- Дар Тарус — найманий вбивця, в кінці твору — джедак міста-держави Фандала.
- Закса — джедара Фандала. Рас Тавас пересадив її мозок у тіло Валли Даї.
- Саг Ор — верховний жрець Тура — головного божества Фандала.
- Хован Д'ю — став жертвою експериментів Рас Таваса, коли половина його мозку була пересаджена в голову гігантської білої горили.

## Міста-держави
- Туно́л — розташований східніше Великих Тунольських Боліт. Більшість жителів — атеїсти, проте є прихильниками мальтузіанства та технократії. Саме в Тунолі Уліссу Пакстону завдяки технологічним досягненням у сфері астрономії показали, що Перша світова війна закінчилася перемогою Антанти та її союзників. Тунол не має дипломатичних стосунків з іншими державами-містами, та постійно воює із Фандалом.
- Фанда́л — розташований на західному кінці Великих Тунольських Боліт. Це теократія, яка дуже відстала у технологічному розвитку від інших міст-держав. На це вказує їхній вкрай мізерний флот та заборона подорожей далеко від кордону, через страх впасти з краю Барсума — згідно з віруваннями про пласку планету. Фандал веде постійну війну з Тунолом. В описі релігії Фандала можна провести деякі паралелі з християнським фундаменталізмом, поширеним у США.
- Тава́с — місто, яке було назване за Рас Тавасом через те, що там розташована його лабораторія, в якій він проводить нелюдські експерименти. Воно огороджене високим муром, за яким живуть грізні білі горили, які, за словами Таваса, є додатковим захистом. Клієнти, які хочуть пересадити свій мозок у молоде тіло прилітають сюди на кораблях, які приземляються на Вежу Таваса — через неї Вад Варо із союзниками тікає у Фандал.

## Місце подій у творі

### Наукова основа
Риси Марса у творі були частково змальовані Барроузом із астрономічних спекуляцій того часу, автором яких був Персіваль Лоуелл, який бачив планету як раніше схожий на Землю світ, який тепер стає менш придатним для життя через вік планети. Йому також здавалося, що жителі побудували канали, щоби доставляти воду з полярних шапок для зрошення земель, тому що Джованні Вірджиніо Скіапареллі спостерігав на Марсі шляхи, що були схожі на канали для води. Помилкове розуміння того, що «канали» означають воду, підживлювало віру в те, що планета населена. Теорія населеної планети з рідкою водою була спростована даними, наданими російськими та американськими зондами, такими як дві місії Viking, які знайшли мертвий, замерзлий світ, де вода не могла існувати в рідкому стані, а «каналами» виявилися древні русла річок, які пересохли.

### Барсум
За мільйон років до початку розповіді Марс буяв рослинністю та мав численні океани. Оскільки вода відступала, а атмосфера розріджувалася, планета перетворилася на майже випалену пустелю, де від древніх океанів лишився тільки помаранчевий мох, а від багатої рослинності — рідкісні насадження дерев. Мешканці Барсума, які живуть на планеті, яка помирає, мають вичерпні ресурси, тому вони ставали загартованими та войовничими, борючись за своє виживання. Жителі Барсума розподіляють дефіцитні запаси води через всесвітню систему каналів, контрольованих ворогуючими містами-державами. Розріджену марсіанську атмосферу штучно підтримують за допомогою «атмосферних заводів», переважно розташованих у подвійному місті-державі Геліум.
Барсум — це світ із чітким територіальним поділом між расами білої, жовтої, чорної, червоної та зеленої шкіри. Кожен має особливі риси та якості, наприклад зелені люди мають більше пар рук. Концепція раси Барроуза в Барсумі більше схожа на окремі види, ніж на етнічну приналежність.

## Зв'язок з іншими творами
Рас Тавас знову з'являється пізніше в серії «Штучні люди Марса», де створив своє місто з потворних та безформних створінь.
Лайон Спрег де Кемп використав Рас Таваса як провідника до Барсума для свого героя Гарольда Ши у своїй новелі «Сер Гарольд із Зоданги» (1995).

## Авторське право
Авторське право на цю історію не було поновлено до 31 грудня 1955 року, тому вона є суспільним надбанням.